# Willem Willeke

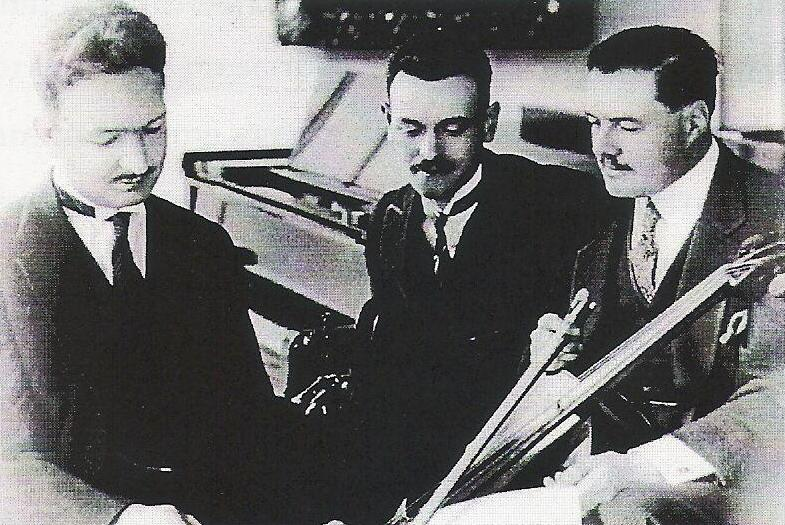
Elschucotrio met rechts Willeke en cello (1929)

Willem Frederik Karel Willeke (Den Haag, 29 september 1878 – Pittsfield (Massachusetts), 26 november 1950) was een Amerikaans cellist van Nederlandse komaf.

## Familie
Hij was zoon van muzikant Karel Willeke en Johanna Petronella Franchimon. Zijn ouders overleden vlak na elkaar, moeder in 1893, vader in 1894 met een dankwoord van muziekvereniging Euphonia. Broer Karel Willeke bracht het tot solo-fluitist van het Concertgebouworkest. Willems grafsteen op de Woodlawn Cemetery in Bronx New York vermeldt 30 september 1880 als geboortedatum. Zijn eerste vrouw Victoria Amalie Kneisel (dochter van Franz Kneisel, overleden 1931) ligt daar ook. Hij hertrouwde in 1934 met Sally Lou Howland. 

## Muzikaal leven
Hij kreeg zijn opleiding aan de Muziekschool Rotterdam,  celloles kreeg hij van Oscar Eberle sr. en piano.  Hij werd vervolgens cellist bij het orkest van Covent Garden in Londen en daarna bij de Opera in Wenen en was daar hofcellist van Frans Jozef I van Oostenrijk. Deze werkzaamheden werden opgevolgd door het leiderschap van een orkest in Riga, Estland. In 1907 vertrok hij naar de Verenigde Staten; hij werd er cellist in het Kneiselkwartet (Franz Kneisel, Julius Röntgen (viool), Louis Svecenski (altviool) en Frits Giese/Willem Willeke (cello)) en het New York Symphony Orchestra (met Engelbrecht Röntgen. Hij werd daar achter René Pollain tweede dirigent. In de jaren dertig was hij leider van de cello-opleiding aan het Institute of Musical Art in New York en had zitting in het Elshucotrio (William Kroll, Willeke en Aurelio Giomi). De naamgever van het trio mecenas Elizabeth Shurtleff Sprague Coolidge gaf hem ook de leiding in handen gaf van het Berkshire Festival of Chamber Music van South Mountain (na 1950 werd dat Sally), dat tot mintens in de jaren tien van de 21e eeuw bestond.
Hij werd er docent aan de Berkshire Music Colony. Een was zijn leerlingen was Maria Roemaet-Rosanof.
Willeke was in Bonn en Wenen medicijnen aan het studeren; musicus Joseph Joachim haalde hem terug naar de muziek. Dagblad Trouw meldde bij zijn overlijden dat Willeke tijdens de Eerste Wereldoorlog had gespioneerd voor de VS   Ook het Algemeen Dagblad Het Parool, de Volkskrant en Het Binnenhof berichtten over zijn overlijden, soms inclusief de mededeling dat hij in 1912 genaturaliseerd was.
Al op jonge leeftijd voerde hij werken van Joseph Haydn en Robert Schumann uit. Hij musiceerde met Johannes Brahms, Edward Grieg (Sonate voor cello en piano) en Richard Strauss (Cellosonate). Hij was ook enige tijd leraar te Krefeld. Hij heeft ook één optreden met het Concertgebouworkest op zijn naam staan. Op 19 april 1897 speelde hij onder Mengelberg  het vrijwel onbekende Celloconcert opus 45 van Bernhard Molique en een Fantaisie van Adrien Servais. Willem Willeke liet enkele plaatopnamen achter.  